# Song Ji-eun
Song Ji-eun (en hangul, 송지은; en hanja, 宋枝恩; Seúl, 5 de mayo de 1990) es una cantante y actriz surcoreana. Fue integrante del grupo femenino surcoreano Secret.

## Biografía y carrera

### Primeros años de vida y comienzos de su carrera
Song Ji-eun nació el 5 de mayo de 1990 en Corea del Sur, siendo hija única. Su interés por la música empezó cuando era una niña, por lo que decidió audicionar en JYP Entertainment. Mientras era aprendiz de dicha agencia, interpretó canciones para series de televisión coreanas como "Learning To Fly" para Air City. Originalmente iba a debutar en un grupo de chicas junto a Hyolyn de Sistar, Uji de BESTie y Hani de EXID, pero el proyecto fue cancelado y se unió a TS Entertainment.

### 2009-2014: Debut con Secret y popularidad creciente
En septiembre de 2009, TS Entertainment anunció que en octubre de ese mismo año debutarían un grupo de chicas y es así que Song formaría parte de Secret junto a Han Sun-hwa, Jung Ha-na y Jun Hyo-sung

## Carrera
En enero de 2021 se unió a la agencia "MAZIQ Entertainment" (como actriz).

### Televisión y cine
En junio del 2019 anunció que se había unido a la agencia "6 Oceans". Previamente formó parte de la agencia "Haewadal Entertainment" donde firmó como actriz, de enero del 2019 hasta abril del mismo año, luego que anunciara que había finalizado su contrato con la agencia después de que ambas partes llegaran a un mutuo acuerdo.
En agosto del 2021 anunció que se había unido al elenco de la película Woman of Fire donde dará vida a Park Ji-min, una gran fan de la actriz Lee Soo-yeon (Jiyeon) a quien apoya desde su debut.
En septiembre del mismo año se anunció que estaba en pláticas para unirse al elenco principal de la serie His Voice (también conocida como "That Guy's Voice"), de aceptar podría dar vida a Go Mi-rim, una mujer que es optimista por naturaleza y que trabaja a tiempo parcial en una tienda de conveniencia mientras busca un trabajo a tiempo completo.

### Música
Audicionó para la agencia JYP Entertainment a una temprana edad, dónde cantó OST de dramas coreanos en 2007 y 2008. Ahí iba a debutar junto a Hyolyn, U-ji y Hani, sin embargo, los planes no se dieron y en el año 2009 terminó por abandonar JYP Entertainment.
En septiembre de 2009, la agencia "TS Entertainment" anunció que debutarán con un grupo de chicas de cuatro miembros en octubre de 2009, el cual llamado Secret junto a Hyosung, Hana y Sunhwa. En febrero del 2018 se anunció que Ji-eun dejaría el grupo.

#### Solista
Además de sus actividades con el grupo, también sacó sencillos en solitario, y ha participado en varios OSTs. Su single en solitario, "Going Crazy" junto a Bang Yong Guk, fue número uno en el Gaon Chart en 2011.

## Filmografía

### Series de televisión
| Año         | Cadena        | Título                          | Personajes              | Notas         |
| ----------- | ------------- | ------------------------------- | ----------------------- | ------------- |
| 2010        | MBC           | More Charming By The Day        | Cameo                   |               |
| 2012        | KBS2          | Shut Up Family                  | Cameo                   | (Episodio 45) |
| 2013        | KBS2          | A Bit of Love (Remaining Love)  | Do Ji-won               |               |
| 2014        | Naver TV Cast | Longing For Spring              | Yang Mal Ja             |               |
| 2014        |               | Longing For Spring              | Yang Mal-ja             | drama web     |
| 2015        |               | Immutable Law of First Love     | Lee Yeo-ri              | drama web     |
| 2015        | tvN           | Superhuman Generation           | Jieun                   |               |
| 2015        | Naver TV Cast | Immutable Law of First Love     | Lee Yeo Ri              |               |
| 2015 - 2016 | KBS2          | Sweet Home, Sweet Honey         | Oh Bom                  |               |
| 2017        | tvN           | My Secret Romance               | Lee Yumi                |               |
| 2019        | KBS2          | Melting Me Softly               | Oh Young-sun (de joven) | tvN           |
| 2019 - 2020 | KBS2          | Wish Woosh 2                    | Min Ji-woo              | vLive         |
| 2021        | TV Naver      | Entonces me casé con la antifan | Azafata (cameo)         | [ 12 ] [ 13 ] |
| 2021        |               | Shh, Please Take Care of Him    | Jeon-seol               |               |
| 2021        |               | The Man's Voice                 | Go Mi Rim               |               |

### Películas
| Año  | Título        | Rol         |
| ---- | ------------- | ----------- |
| 2022 | Woman of Fire | Park Ji-min |

### Programas de televisión
- 2015: King of Mask Singer (MBC), participó como "I'm Happy Because of Rabbits"	(ep. 5-6)
- 2011, 2012, 2013, 2015: Hello Counselor (KBS2, Ep. 34, 93, 122, 144 y 254)
- 2015: Vitamin (KBS)
- 2015: Serial Shopping Family (JTBC)
- 2015: 100 Song (JTBC)
- 2015: Immortal Songs 2 (KBS)
- 2015: You Hee-yeol's Sketchbook (KBS)
- 2015: Match Made in Heaven Returns (MBC, Ep. 6-7)
- 2015: Let's Go! Dream Team Season 2 (KBS)
- 2014: Weekly Idol (MBC)
- 2011: Immortal Songs 2 (KBS)
- 2011: Family Variety Bouquet (MBC)

### Sesiones fotográficas
- 2019: "BNT International"[14]

## Discografía

### Corea

#### Miniálbum
- 25 (2014)
- Bobby Doll (2016)

#### Single
- Hope Torture (2013)

#### Single Digital
- Yesterday feat. Hwanhee (2009)
- Going Crazy feat. Bang Yong-guk (2011)
- Hope Torture  (2013)
- Don’t Look At Me Like That (2014)
- Pretty Age 25 (2014)
- Cool Night feat. Sleepy (2015)
- Bobby Doll (2016)
- Tell Me (2017)

#### Colaboraciones
- 2015: Sleepy (Untouchable) (feat. Jieun) - Cool Night
- 2013: B.A.P (feat. Jieun) - Coma
- 2012: B.A.P (feat. Jieun) - Secret Love
- 2010: G-20 (feat. Jieun) - Let's Go
- 2010: Untouchable (feat. Jieun & Eluphant) - Get Up
- 2009: Untouchable (feat. Jieun) - Give My All
- 2008: Kim Dong Wook (feat. Jieun) - Empty Place
- 2008: Untouchable (feat. Jieun) - Give You

#### Bandas sonoras
| Año  | Título                          | Drama                                   |
| ---- | ------------------------------- | --------------------------------------- |
| 2007 | "Learning To Fly"               | Air City                                |
| 2008 | "Bichunmooga"                   | Bichunmoo                               |
| 2008 | "Perfume" (junto a PK Heman)    | The Lawyers Of The Great Republic Korea |
| 2012 | "It's Cold"                     | Take Care of Us, Captain                |
| 2014 | "If Only I Could Go To You"     | God's Gift - 14 Days                    |
| 2015 | "Person I Miss"                 | Shine or Go Crazy                       |
| 2015 | "D.N.A Love" (junto a Alex Chu) | Flirty Boy and Girl                     |
| 2017 | "Same" (junto a Sung Hoon)      | Mi romance secreto                      |

#### Videos musicales
| Año  | Video musical                |
| ---- | ---------------------------- |
| 2011 | "Going Crazy"                |
| 2012 | "It's Cold"                  |
| 2013 | "False Hope"                 |
| 2014 | "Don't Look at me Like That" |
| 2014 | "Pretty Age 25"              |
| 2015 | "Cool Night"                 |
| 2016 | "Bobby Doll"                 |

### Japón

#### Miniálbum
- Twenty Five (2014)

## Premios y nominaciones
| Año  | Premios                                             | Categoría                    | Trabajo nominado        | Resultado        |
| ---- | --------------------------------------------------- | ---------------------------- | ----------------------- | ---------------- |
| 2014 | 16th Festival Internacional de Cine Juvenil de Seúl | Best OST by a Female Artist  | If Only I Can Go to You | Nominada         |
| 2014 | Seoul Music Awards                                  | Bonsang                      | 25                      | Nominada         |
| 2014 | Seoul Music Awards                                  | Popularity Award             | Song Jieun              | Nominada         |
| 2014 | Seoul Music Awards                                  | Hallyu Special Award         | Song Jieun              | Nominada         |
| 2015 | World's Most Beautiful Faces                        | World's Most Beautiful Faces | None                    | #99 (out of 100) |